# João I của Kongo
João I của Kongo (mất năm 1509), bí danh Nzinga a Nkuwu hoặc Nkuwu Nzinga, là người cai trị Vương quốc Kongo giữa năm 1470 và năm 1509. Ông được rửa tội là João vào ngày 3 tháng 5 năm 1491 bởi các nhà truyền giáo người Bồ Đào Nha. Do sự quan tâm của ông đối với Bồ Đào Nha và nền văn hoá của mình, ông đã khởi xướng một sáng kiến văn hoá lớn vào năm 1485 khi Diogo Cão đến. Dưới điều kiện này, Creole Đại Tây Dương đầu tiên xuất hiện, hình thành ở cả Trung Phi và Bồ Đào Nha.

## Thời kỳ trị vì ban đầu
Vua Nzinga a Nkuwu là vị vua thứ bảy của Kongo. Ông đã kết hôn với Nữ hoàng Nzinga một Nlaza, một người anh họ đầu tiên. Bà có một con trai của vua tên là Nzinga Mbemba. Sau đó bà sẽ giúp ông trở thành vua Kongo sau cái chết của chồng bà. Dưới sự trị vì của Nzinga một Nkuwu, Kongo đã tăng lên 100.000 km² và có một chính phủ tập trung rất lớn.

## Sự xuất hiện của người Bồ Đào Nha
Năm 1483, một thuyền trưởng người Bồ Đào Nha do Diogo Cão chỉ huy đã tới cửa sông Congo và tiếp xúc với các thần dân của nhà vua. Cão đi thuyền buồm quay trở lại Bồ Đào Nha cầm một nhóm các sứ thần Kongo. Khi đến Lisbon, các sứ thần đã được rửa tội và đặt trong một tu viện trước khi trở về nhà vua vào năm 1491.
Cùng với các sứ thần đã đến các linh mục Bồ Đào Nha, thợ mộc, thợ mộc và lính cùng với hàng hoá châu Âu. Các tàu neo đậu ở Mpinda và sau một thời gian ngắn dừng lại để làm phép rửa cho thống đốc Soyo, chú cho manikongo, đoàn diễu hành tiến về thủ đô nơi họ được chào đón bởi nhà vua và năm vị quý tộc hàng đầu của ông.

## Báp têm và các mối quan hệ sau này
Vào ngày 3 tháng 5 năm 1491, nhà vua Kongo đã chịu phép báp têm cùng với gia đình mình. Ban đầu, chỉ có vua và các quý tộc của ông được chuyển đổi, nhưng hoàng hậu yêu cầu phải chịu phép báp têm. Gia đình hoàng gia Kongo đã lấy tên của những người Bồ Đào Nha của họ, do đó João, Eleanor (hoặc Leanor trong một số trường hợp) và Afonso. Một nghìn thần dân đã được cử đến để giúp các thợ mộc Bồ Đào Nha xây dựng một nhà thờ, trong khi đó những người lính Bồ Đào Nha đi cùng với vua trong một chiến dịch để bảo vệ tỉnh Nsundi từ những kẻ xâm lược Bateke [6]. Các khẩu súng châu Âu đã được quyết định trong chiến thắng và nhiều người bị bắt giữ đã được thực hiện.

## Cuộc sống sau này
Phần lớn người Bồ Đào Nha sau đó đã ra đi với nô lệ và ngà voi trong khi để lại các linh mục và thợ thủ công. Sau kỳ nghỉ tuần trăng mật văn hoá này, sự tuyên xưng đức tin Công giáo của vua đã chứng minh thời gian sống ngắn. Cuộc đời của ông kết thúc vào năm 1509. Ông được kế vị bởi con trai qua nữ hoàng, Afonso I.